# Oxypoda procerula
Oxypoda procerula är en skalbaggsart som beskrevs av Mannerheim 1830. Oxypoda procerula ingår i släktet Oxypoda, och familjen kortvingar. Arten är reproducerande i Sverige.